# Landgewinnung

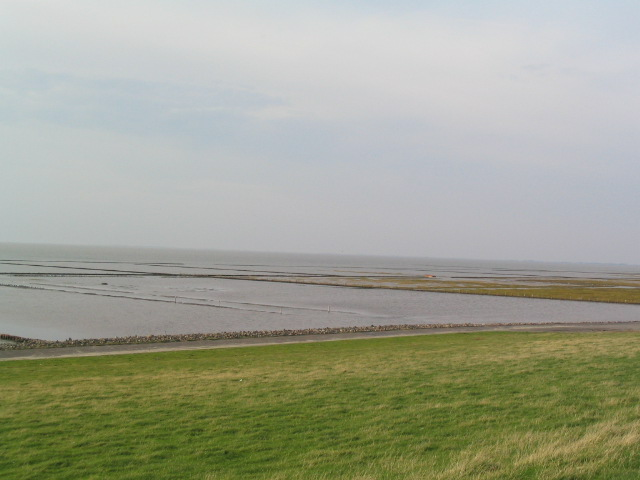
Landgewinnung bei Hedwigenkoog, Dithmarschen

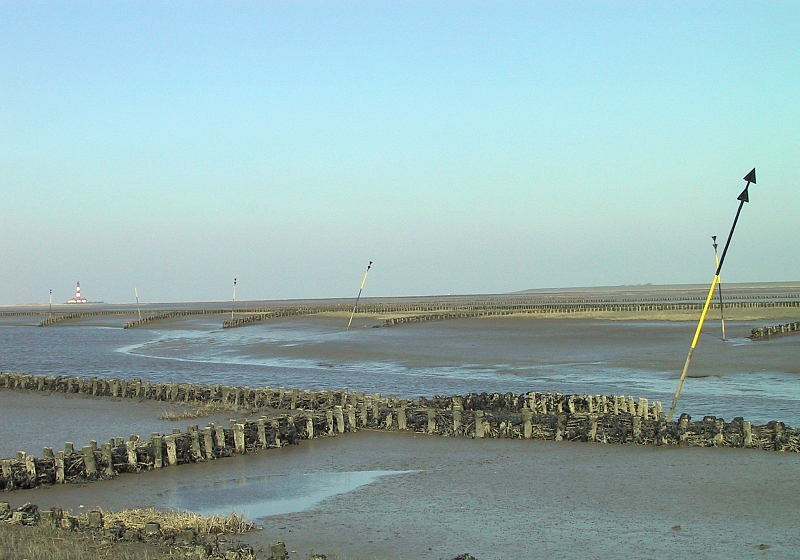
Landgewinnung auf Eiderstedt

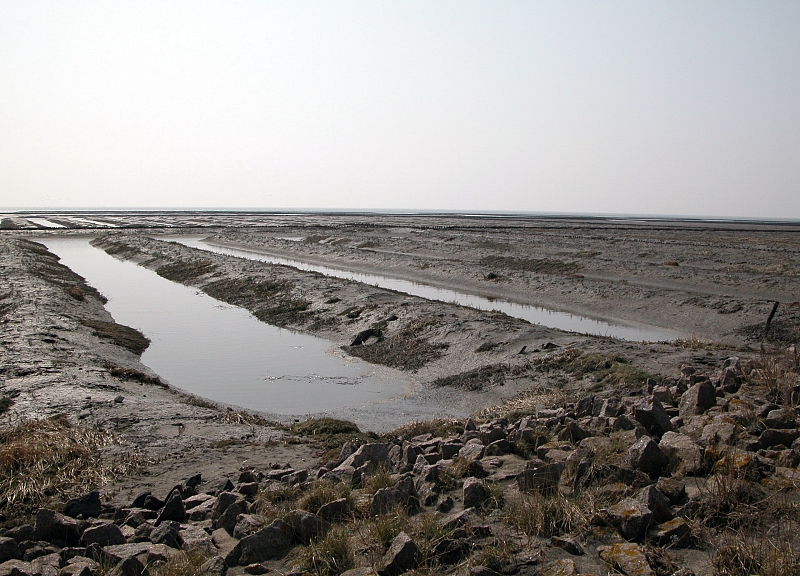
Landgewinnung auf Eiderstedt

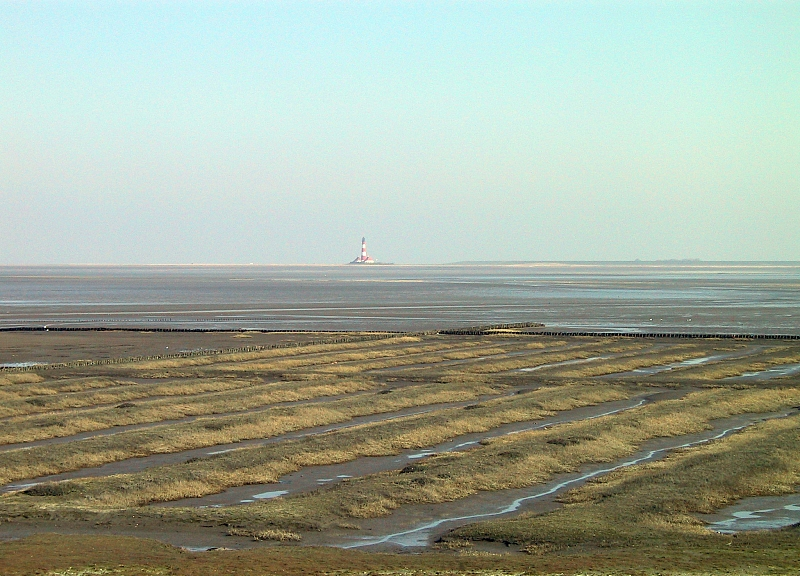
Landgewinnung auf Eiderstedt

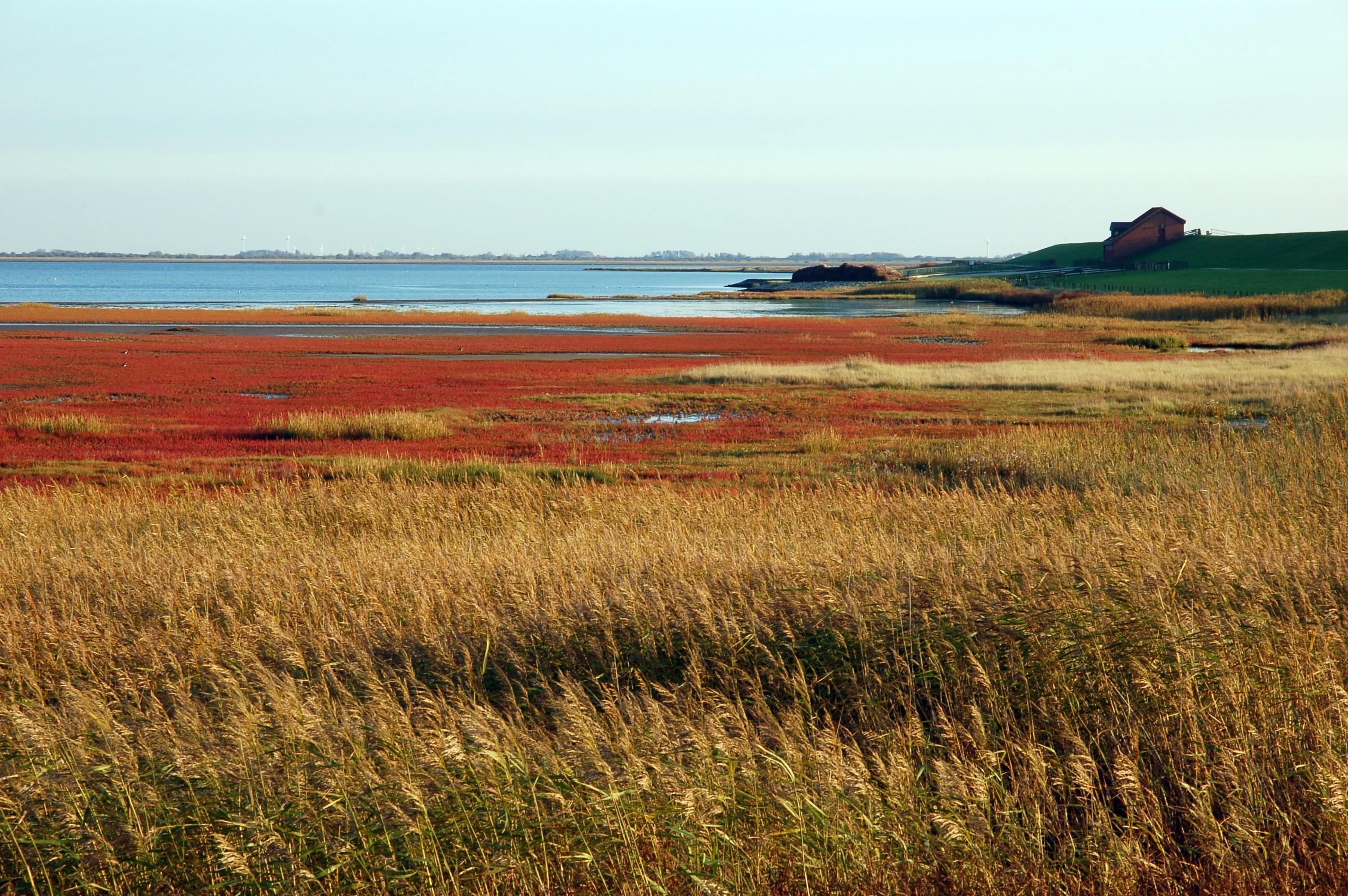
Beltringharder Koog, Kreis Nordfriesland mit Salzlagune.

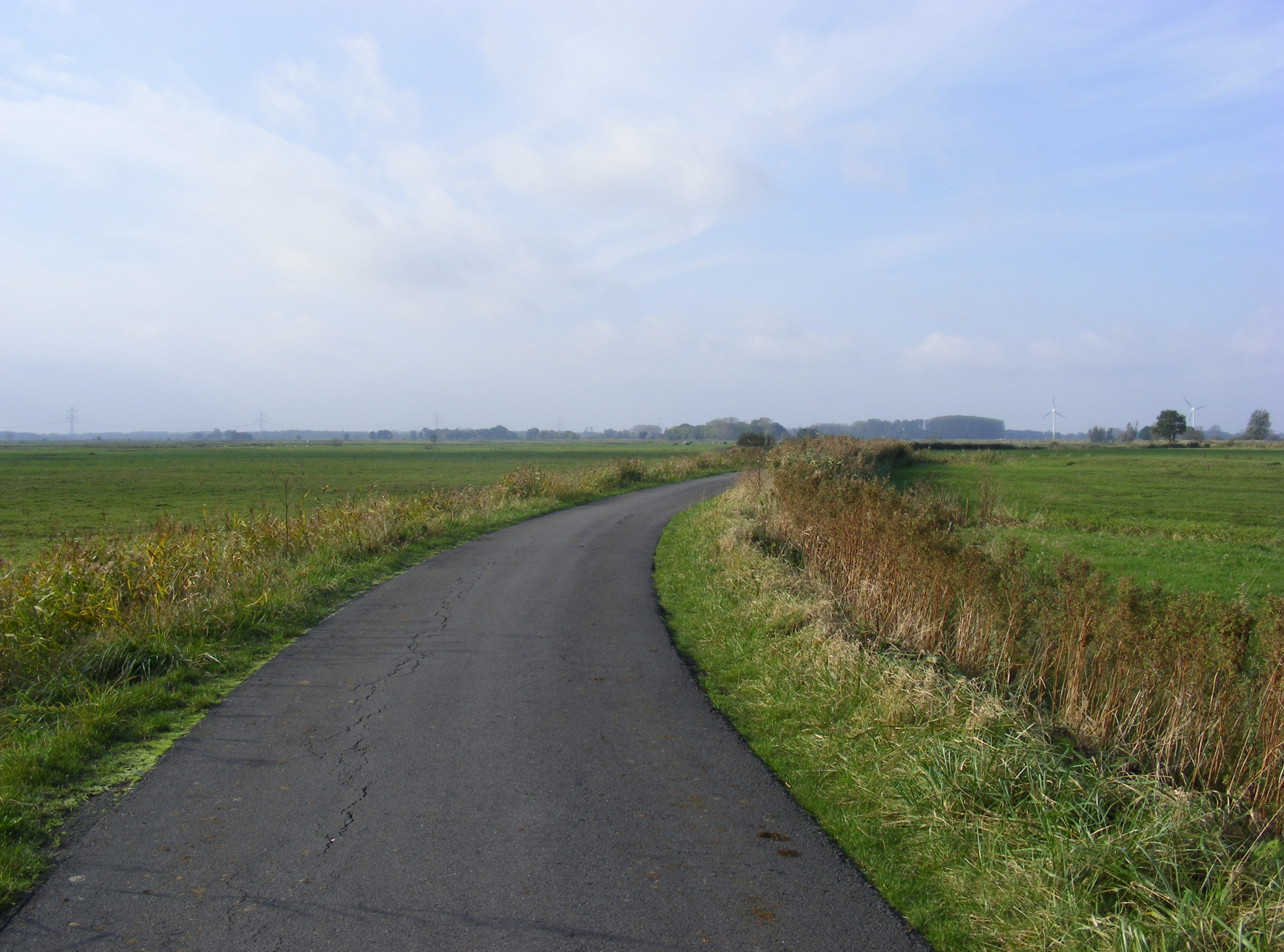
Poldertreppe an einem ehemaligen Deich des Jadebusens: Die 1593/94 eingedeichten Flächen links liegen tiefer als der 1733 eingedeichte Alte Wapeler Groden rechts.

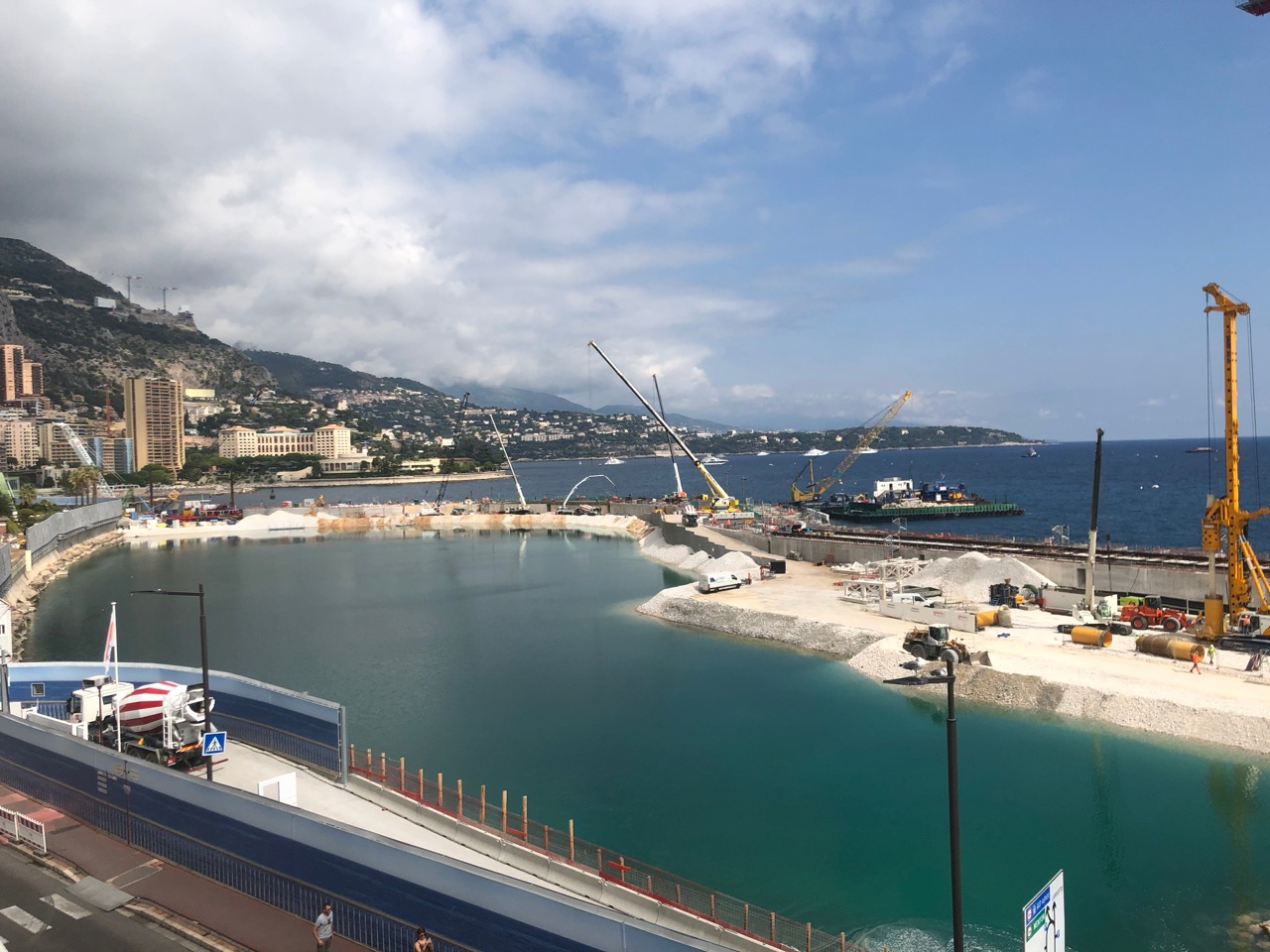
Landgewinnung in Monaco für den im Bau befindlichen Stadtteil Le Portier (September 2019)

Landgewinnung oder Neulandgewinnung umfasst verschiedene Maßnahmen zur Erschließung von Neuland, heute vor allem aus Meer und Gewässern. In der Deutschen Bucht steht der Begriff traditionell in erster Linie für die künstliche Beschleunigung des Verlandungsvorgangs an geeigneten Stellen von Küsten im Wattenmeer. Das Wort wird aber auch für das Aufschütten großer Flächen im Küstenbereich, z. B. mittels Saugbaggern, die Trockenlegung von Gebieten durch Eindeichung (und anschließendes, ggf. dauerhaftes, Abpumpen) sowie allgemein für die Urbarmachung von bisher landwirtschaftlich nicht genutzten Flächen verwendet.

## Landgewinnung durch Ablagerung
Im Nordseeraum wird zur Landgewinnung häufig ein System aus Buhnen und Lahnungen angelegt, um das Wasser zu beruhigen und ein Abfließen der im Wasser mitgetragenen Schwebteilchen bei Ebbe zu verzögern. Im ruhigen Wasser setzen sich diese als Sedimente oder Schlick auf dem Meeresboden ab.
Die Flut transportiert Sand, Schluff, Ton, organisches Material und anderes als Schwebstoffe an. Während der Ruhephase des Wassers während des Gezeitenwechsels setzt sich dieses Material als Schlick zwischen den Buhnen und Zäunen sowie in den damit umgrenzten Becken ab, der Meeresboden erhöht sich allmählich. Pionierpflanzen wie zum Beispiel der salztolerante Queller oder der Strandhafer können sich ansiedeln und Sedimente binden.
Erreicht der Meeresboden die Fluthöhe, werden Gräben ausgehoben und der ausgehobene Schlick zur weiteren Erhöhung auf dem Land verteilt. In den Gräben können sich jetzt wieder neue Sedimente ablagern. Das auf diese Weise gewonnene Land liegt meist vor dem schützenden Deich und wird daher als Vorland bezeichnet. Als solches dient es auch dem Schutz des Deiches, indem es auf den Deich zulaufende Flutwellen bremst.
Ist das Vorland groß genug und soll es dauerhaft genutzt werden, wird es mit Deichen vor Sturmfluten geschützt. Das eingedeichte Land nennt man je nach Region Koog (Schleswig-Holstein), Groden (Oldenburg) oder Polder (Niederlande, Ostfriesland). Erst die Eindeichung ermöglicht langfristig eine vollständige Entsalzung des Bodens. Dies geschieht durch Niederschläge, welche das im Boden vorhandene Salz ausspülen. In der Regel wird dieses Niederschlagswasser in Wettern gesammelt und durch Siele abgeleitet, die zugleich ein erneutes Eindringen von Salzwasser verhindern. Üblicherweise galt das Vorland als reif für die Eindeichung, wenn dort der Weißklee blüht, da diese Art einen ähnlichen Salzgehalt toleriert wie landwirtschaftliche Nutzpflanzen.
Indem man Eindeichungen zunehmend durch Maßnahmen zur Ablagerung vorbereitet hat, sind in einigen Marschländern Poldertreppen entstanden. Dort liegen die später eingedeichten Flächen höher als die früher eingedeichten.
In Deutschland wurden bisher rund 180 Köge bzw. Polder gewonnen. Bei einigen Eindeichungsprojekten wie dem Hauke-Haien-Koog wurde das Koogland nicht für die Landwirtschaft, sondern als Vogelschutzgebiet genutzt.

## Landgewinnung durch Abdämmung
In den Niederlanden hat man – in Verbindung mit dem Küstenschutz – nach der Eindämmung des IJsselmeeres eine andere Form der Landgewinnung betrieben, indem man in den vom Meer abgedämmten Bereich zunächst die Deiche baute und dann die so neu umgrenzten Polder zunächst mit Windpumpen, später auch mit dampf- oder motorbetriebenen Pumpen leer pumpte. Die klassische, zeit- und kostenintensive Neulandgewinnung durch Sedimentablagerung wurde hier nicht angewandt, der Boden liegt also auch heute noch durchgängig unter dem Meeresspiegel (= Depression). Der Nachteil dieser Vorgehensweise ist, dass die Niederschläge dauerhaft abgepumpt werden müssen. Teilweise wurde das Verfahren auch andernorts angewandt (u. a. beim Bau des Speicherkooges in der Meldorfer Bucht), wenn die Landgewinnung durch Ablagerung noch nicht so weit fortgeschritten wie erwünscht war.

## Landgewinnung durch Aufschüttung
In Einzelfällen wird Land aber auch durch massive Aufschüttung von Sand oder Steinen gewonnen, z. B. zur Küstensicherung oder um Baugrund zu gewinnen. In Singapur wurden 135, in Tokio sogar 249 Quadratkilometer Land aufgeschüttet und gesichert, in Japan als Umetate chi bezeichnet. So wurden auch in Deutschland für den Bau des JadeWeserPorts in der Nähe von Wilhelmshaven 360 Hektar Land aufgespült. Auch auf den Malediven wird ein ähnlicher Ansatz verfolgt, auch um gegen den Anstieg der Meere zu bestehen. So wurde die Flughafeninsel Hulhulé und die benachbarte Insel Hulhumalé durch Landgewinnung vergrößert. In Monaco entstand durch Landgewinnung im Dezember 2024 ein neuer Stadtteil namens Le Portier. Solche Großvorhaben des Erdbaus sind erst seit einigen Jahren technisch möglich.

## Gesellschaftliche Diskussion
Der Nutzen der Landgewinnung ist umstritten. Einerseits soll sie dem Küstenschutz dienen, indem besiedelten Gebieten Köge vorgelagert werden, andererseits werden durch Landgewinnung wertvolle Ökosysteme wie das Watt und Salzwiesen zerstört.
In Deutschland wurde zuletzt 1923/24 der Neufelderkoog aus rein kommerziellen Gründen angelegt (finanziert aus privater Hand). Neuere Köge wie der Hauke-Haien-Koog von 1958 bis 1960 umfassen bewusst große Vogelschutzgebiete. Die letzte große Eindeichung Deutschlands war der Bau des Beltringharder Kooges (Deichschluss 1987) mit einer Fläche von 3350 ha, der heute das größte Naturschutzgebiet des schleswig-holsteinischen Festlandes darstellt.

## Bedeutungsvariante: Urbarmachung bisher ungenutzter Flächen
Als Neulandgewinnung bezeichnet man ebenfalls die Gewinnung von Ackerland, also die Urbarmachung von zuvor landwirtschaftlich ungenutzter Wildnis. Bekannt sind in neuerer Zeit die Neuland-Kampagnen (russisch zelina) in der ehemaligen Sowjetunion in Schwarzerdgebieten von Südsibirien, Kasachstan, Usbekistan und Turkmenistan in den 1920er, 1930er und auch 1950er Jahren. Diese großflächige Neulandgewinnung ging meist mit der Anlage von Schutzwaldstreifen gegen Winderosion und zum Teil mit der Schaffung von großen Bewässerungssystemen einher. Es ergaben sich allerdings massive ökologische Probleme wie zum Beispiel am Aralsee.
Auch die Gewinnung von Land in der Ukraine, in Südrussland, im Mittleren Westen der Vereinigten Staaten, in Argentinien, Teilen Afrikas oder Australien vom 18. bis ins 20. Jahrhundert folgte ähnlichen Prinzipien.